# ساتوشي شيميزو
ساتوشي شيميزو (مواليد 13 مارس 1986) هو ملاكم ياباني، مثّل بلاده في الألعاب الأولمبية الصيفية في دورتي 2008 و2012.

## روابط خارجية
ساتوشي شيميزو على موقع بوكس ريك (الإنجليزية) (registration required)
- ساتوشي شيميزو على موقع اللجنة الأولمبية الدولية (الإنجليزية)
- ساتوشي شيميزو على موقع أوليمبيديا (الإنجليزية)